# Simfonia núm. 11 (Xostakóvitx)
La Simfonia núm. 11 en sol menor L'any 1905, op. 103, va ser composta per Dmitri Xostakóvitx per a commemorar el quarantè aniversari de la Revolució de 1917. Té una durada d'uns 60 minuts.
Començada a finals de 1956, va ser acabada el 1957 per a la celebració del 40è aniversari de la Revolució d'Octubre. Es va estrenar el 30 d'octubre de 1957 a la Sala Gran del Conservatori de Moscou, interpretada per l'Orquestra Simfònica de l'Estat de l'URSS dirigida per Natan Rakhlin. L'acte va ser un gran èxit per al compositor, que així es redimia dels seus anteriors fracassos en presentar obres polítiques. És el testimoni en forma de simfonia «d’un poble que ha perdut la fe perquè s’han comès massa crims» segons les seves pròpies paraules. Curiosament, l’obra rebé el Premi Lenin el 1958.

## Moviments
- I. Plaça del Palau (Adagio)
- II. Nou de gener (Allegro – Adagio – Allegro – Adagio)
- III. Memòria eterna (Adagio)
- IV. Tocsin (Allegro non troppo)

## Origen i context
Originalment, Xostakóvitx pretenia que l'Onzena Simfonia commemorava el 50è aniversari de la Revolució Russa de 1905 i l'hauria escrit el 1955. Diversos factors personals de grans alts i baixos li van impedir compondre l'obra fins al 1957. Aquests factors van incloure la mort de la seva mare, ell i altres destacats compositors soviètics estaven sent atacats en un Congrés de Compositors Soviètics per ser elitista i "formalista", l'arribada de molts amics recentment alliberats del Gulag, i el 1954 la seva dona havia mort sobtadament de càncer, deixant-lo com a pare solter de dos adolescents. Apressadament, es va casar el 1956 amb una dona gairebé 20 anys més jove que ell, que amb prou feines coneixia i que era una activista de l'ala juvenil del Partit Comunista. El matrimoni va ser un desastre i es van divorciar el 1959. A més, el règim havia desaprovat les seves Vuitena i Novena simfonia, havia perdut el seu lloc de professor a les universitats de Leningrad i Moscou, i les interpretacions de les seves obres havien decaigut o fins i tot havien sigut prohibides. Per tot això, Xostakóvitx, que només tenia 51 anys, se sentia i actuava com si fos molt més gran.
Xostakóvitx va escriure l'Onzena Simfonia en una època plena de grans alts i baixos i va ajudar a rescatar el compositor d'un període desesperat de la seva vida. Només tenia 51 anys però se sentia i actuava com si fos molt més gran. Entre aquests fets, el 1948 ell i altres destacats compositors soviètics van ser atacats en un Congrés de Compositors Soviètics per ser elitista i "formalista". El règim havia desaprovat les seves Vuitena i Novena simfonia, havia perdut el seu lloc de professor a les universitats de Leningrad i Moscou, i les interpretacions de les seves obres havien decaigut o fins i tot havien sigut prohibides.
No tot era negatiu, el 1950, Stalin havia aixecat la prohibició i Xostakóvitx va passar de ser perseguit a tenir l'estatus només de polèmic. El 1951 segueix la rehabilitació del règim sent reelegit representant del seu districte de Leningrad en el Soviet Suprem de la República Russa. Finalment, després de la mort de Stalin el 1953, va començar la restitució del seu honor i un any més tard va ser nomenat Artista del Poble de l'URSS i tres anys més tard, en el seu 50è aniversari el 1956, se li va concedir l'Ordre de Lenin, la més alta condecoració de l'URSS.
La Simfonia núm. 11 va ser la segona realitzada per Xostakóvitx després de la mort de Stalin. En la primera, la Desena, l'autor reflectia el poder i l'horror davant Stalin, qui en dues oportunitats va condemnar públicament a Xostakóvitx per practicar una estètica allunyada dels dogmes del Realisme socialista. En el que seria la seva nova simfonia, l'nzena, l'autor es va enfocar en els successos de la fallida revolució de 1905. La Segona Simfonia de Xostakóvitx ja havia commemorat l'aixecament de 1917, i en l'Onzena va prendre com a tema un antecedent directe d'aquell esdeveniment: la històrica manifestació massiva de 12 anys abans que va acabar amb una matança catastròfica de persones benintencionades per part de l'exèrcit del tsar. Titulant-la "1905", va rendir homenatge al primer aixecament rus que va ser el preludi dels esdeveniments a venir. És una de les obres més programàtiques de Xostakóvitx, fet que obliga el compositor a titular cada moviment amb la part de la història que es representa. Es tracta del Diumenge Sagnant del 9 de gener de 1905, en què les tropes del tsar Nicolau II van dispersar a trets una manifestació d'uns deu mil treballadors, que acompanyats de les seves famílies, es dirigien al Palau d'Hivern de Sant Petersburg per protestar contra les injustícies socials causades per la industrialització que s'estava a Rússia. Ho feien sense utilitzar la violència, només cantant himnes i portant icones religioses i retrats del tsar.
Arran de la publicació de Testimony, s'ha especulat sobre les seves possibles referències de l'Onzena Simfonia a la revolució hongaresa de 1956. Segons Solomon Volkov, Xostakóvitx va dir que l'Onzena "tracta temes contemporanis encara que es digui '1905'" Segons Zoya Tomashevskaya, Xostakóvitx també va dir a Igor Belsky que no oblidava que "va escriure la simfonia després de (la) revolta hongaresa". La vídua de Xostakóvitx, Irina, també va dir que durant la composició tenia "al cap" la revolució hongaresa. Les proves existents i la cronologia de la composició de la simfonia suggereixen que difícilment podria haver estat així. Quan Sofia Khentova va preguntar a Xostakóvitx el 1974 si l'Onzena era una referència velada a la revolució hongaresa, va respondre: "No, és el 1905, és la història de Rússia".

## Representacions
La Simfonia núm. 11 es va estrenar el 30 d'octubre de 1957 a la Sala Gran del Conservatori de Moscou, interpretada per l'Orquestra Simfònica de l'Estat de l'URSS dirigida per Natan Rakhlin. Quatre dies després, el 3 de novembre, es va interpretar a Leningrad dirigida per Ievgueni Mravinski). La crítica i el públic de Moscou van aclamar immediatament l'obra com la més significativa històricament des de la Setena Simfonia de Xostakóvitx, escrita el 1942 durant els dies foscos de Leningrad i dedicada al coratge de la gent de la ciutat. Un crític de l'audiència de Moscou va escriure més tard: "«Quan va acabar la simfonia, tota l'enorme sala plena de gent estava va bullir d'emoció»". La revista Música soviètica va enaltir el compositor dient: "Aquests minuts són inoblidables. El públic es va sorprendre amb la majestuositat de les imatges musicals creades pel gran mestre". El corresponsal de la revista Time a Moscou va escriure: "El públic de la setmana passada gairebé va poder veure llampecs de foc i olorar el fum de les armes mentre sonaven les cornetes, els tambors i tota l'orquestra es va aixecar per un gran final de foc de canó".
Leopold Stokowski va dirigir la Houston Symphony en l'estrena americana. Ho va fer primer a Houston el 7 d'abril de 1958 i a Nova York amb la Symphony of the Air al Carnegie Hall el desembre següent. Uns mesos després van aparèixer els enregistraments de Stokowski, André Cluytens i Ievgueni Mravinski. Tanmateix, la crítica no va ser tan unànimement entusiasta com ho havia sigut a Rússia.

## Instrumentació
La simfonia està orquestrada de la següent manera:
| Vent-fusta - 3 flautes i flautí - 3 oboès - Corn anglès - 3 clarinets i clarinet baix - 3 fagots i contrafagot | Vent-metall - 4 trompes - 3 trompetes - 3 trombons - Tuba | Percussió - Timbales - Bombo - Triangle - plats - Tam-tam - Campanes - Pandereta - Xilòfon - Celesta - 2 arpes | Instruments de corda - 1rs i 2ns violins - 2 arpes - Violes - Violoncels - Contrabaixos |

S'ha convertit en una pràctica habitual d'interpretació professional que la part de campanes tubulars (només s'utilitza al final del quart moviment) es toqui amb quatre campanes grans d'església, cadascuna afinada cromàticament a les quatre notes necessàries (sol, do, si bemoll i si natural).

## Estructura

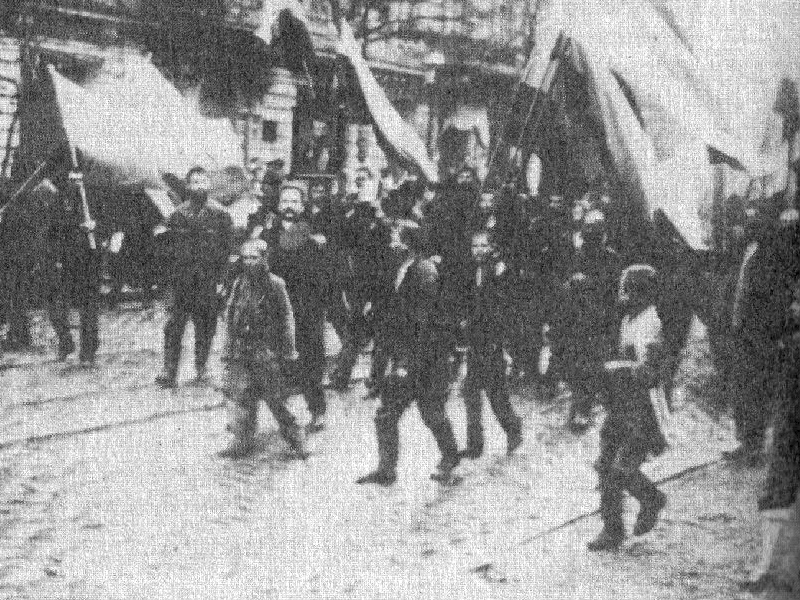
Els manifestants marxen cap al Palau d'Hivern

La simfonia té quatre moviments interpretats sense pausa, i té una durada aproximada d'una hora.
1. Adagio (La plaça del Palau)
El primer moviment reflecteix la tranquil·litat incòmoda de la plaça del Palau el matí del Diumenge Sagnant. L'Adagio incorpora dues cançons populars russes, Slushai ("Ecolteu") i Arrestant ("El presoner"), interpretades amb la flauta i el baix respectivament, que s'associen amb figures polítiques famoses.[15] Al llarg del moviment Xostakóvitx utilitza motius de les timbales que al·ludeixen als esdeveniments que vindran.
2. Allegro (9 de gener)
El segon moviment, referit als esdeveniments del Diumenge Sagnant al Palau d'hivern el 22 de gener de 1905 [O.S. 9 de gener]. Xostakóvitx basa el moviment en dos temes dels seus "Deu poemes corals sobre textos revolucionaris", titulats "Goy ty, tsar nash, batyushka" ("O tu, el nostre tsar, el nostre pare"), i "Obnazhite golovy". ("Descobreix els teus caps").[15] La primera secció mostra els peticionaris de la protesta, en què la multitud va baixar al Palau d'Hivern per queixar-se de l'augment de la ineficiència, la corrupció i les dures del govern. Aquest primer tram està ocupat i avança constantment. Arriba a dos clímaxs pronunciats, després retrocedeix cap a una calma profunda i congelada en les perllongades melodies de flautí i flauta, subratllades de nou amb metall.
Una altra formació de l'orquestra completa es llança en una marxa contundent, en un esclat del tambor com un tret i cordes fugal, mentre les tropes baixen sobre la multitud. Això esclata en una secció de cordes implacables, i el trombó i la tuba glissandos produeixen un so nauseabund sota l'avanç de les tropes sobre la multitud. Després ve una secció amb un tambor, un bombo, un timbal i un solo de tam-tam destacats abans que un clímax deixi pas als trinats pianissimo a les cordes.
3. Adagio (Memòria eterna)[16]
El tercer moviment és un lament basat en la marxa fúnebre revolucionària Vy zhertvoyu pali ("Vàreu caure com a víctimes").[15] Cap al final, hi ha un brot més, on es representa material del segon moviment
4. Allegro non troppo (Tocsin)
El final serveix com a advertència i com a posició de desafiament. Xostakóvitx utilitza Celesta com a tocsin (en rus nabat, també el nom d'una revista revolucionària) per anticipar els esdeveniments de 1917. Se citen tres peces: Besnuytes, tyranny ("Ràbia, tirans"), Varshavyanka ("Remolcs de perill") i Ogonki ("Espurnes").[15]